# 福岡高速環状線
福岡高速環状線（ふくおかこうそくかんじょうせん）(Circle Route)は、福岡県福岡市内を環状に通る福岡都市高速道路の路線（一部区間の総称名）である。案内標識などでは「環状線」と表示されている。都市高環状線（としこうかんじょうせん）と案内されたこともあったが、現在はおおむね「環状線」に統一されている。

## 概要
「環状線」の名称は、一般向け案内に用いられる道路名であり、道路法に基づく正式な路線名ではない。この点は、首都高速道路の都心環状線や中央環状線と同じである（参照）。道路法上の路線名は下記のとおりである。
- 都市高速2号線・千鳥橋JCT - 月隈JCT間：7.4km
- 都市高速5号線・月隈JCT - 福重JCT間（全線）：17.2km
- 都市高速1号線・福重JCT - 千鳥橋JCT間：10.3km

以上の路線の組み合わせであり、経路上は環状線的利用ができるが、構造上は千鳥橋・月隈・福重の各JCTにおいて本線側（道なり）ではなく分岐側に入る必要がある。
日本の都市高速道路（第2種道路）の環状線としては4番目（両回りとしては2番目）に誕生した（参照）。
福重JCT - 千鳥橋JCT - 月隈JCTは、本線（出入口部等除く通常時）は全線60km/h規制、月隈JCT - 福重JCTは、本線（出入口部等除く通常時）は全線80km/h規制。
九州自動車道の福岡IC-太宰府ICが不通になった場合には、1号香椎線、2号太宰府線、4号粕屋線とともに迂回路として利用されている。

## 路線番号
C：英語のCircle（円環）の頭文字である。
路線番号の道路標識は、環状線化直後には、旧「5」（5号線）のものがいくつか残存し、「C」の標識と混在していた。

## 接続高速道路
- 福岡高速1号香椎線（千鳥橋JCTで接続）
- 福岡高速3号空港線（豊JCTで接続）
- 福岡高速2号太宰府線（月隈JCTで接続）
- E35 西九州自動車道（福重JCTで接続）

## 出入口など
- 路線名の特記がないものは市道。
- 各方面出入口は便宜上「（東）」などが付加されているが正式名称ではない。
- 各出入口の並び順は外回り（時計回り）で記載してある。
- 全線福岡県福岡市内に所在。

| 出入口 番号 | 施設名            | 接続路線名                                                                 | 起点 から (km) | 備考                   | 所在地 |
| ----------- | ----------------- | -------------------------------------------------------------------------- | -------------- | ---------------------- | ------ |
| -           | 千鳥橋JCT         | （1）香椎線                                                                | 0.0            |                        | 博多区 |
| 201         | 呉服町出入口      |                                                                            | 0.8            | 香椎・天神方面出入口   | 博多区 |
| 202         | 千代出入口        | 国道3号（福岡南バイパス）                                                  | 1.7            | 太宰府IC・堤方面出入口 | 博多区 |
| 203         | 博多駅東出入口    |                                                                            | 2.4            | 香椎・天神方面出入口   | 博多区 |
| -           | 豊JCT             | （3）空港線                                                                | 3.1            | 香椎・天神方面接続     | 博多区 |
| 204         | 榎田出入口        | 国道3号（福岡南バイパス）                                                  | 3.7            | 香椎・天神方面出入口   | 博多区 |
| 205         | 半道橋出入口      | 国道3号（福岡南バイパス）                                                  | 5.3            | 太宰府IC・堤方面出入口 | 博多区 |
| 206         | 月隈出入口        | 国道3号（福岡南バイパス）                                                  | 6.5            | 香椎・天神方面出入口   | 博多区 |
| -           | 月隈JCT           | （2）太宰府線                                                              | 7.4            |                        | 博多区 |
| 501         | 西月隈出入口      | 国道202号（福岡外環状道路） 国道3号（福岡南バイパス） 県道24号福岡東環状線 | 8.8            | 福重・野多目方面出入口 | 博多区 |
| 502         | 板付出入口        | 国道202号（福岡外環状道路）                                                | 10.1           | 月隈方面出入口         | 博多区 |
| 503/504     | 野多目出入口      | 国道202号（福岡外環状道路） 国道385号                                      | 13.0           |                        | 南区   |
| 505/506     | 堤出入口          | 国道202号（福岡外環状道路） 県道557号東油山唐人線（油山観光道路）          | 17.4           |                        | 城南区 |
| 507/508     | 野芥出入口        | 国道202号（福岡外環状道路） 国道263号                                      | 20.5           |                        | 早良区 |
| 509         | 福重出入口（南）  | 国道202号（福岡外環状道路）                                                | 23.6           | 月隈方面出入口         | 西区   |
| -           | 福重JCT           | E35西九州自動車道（福岡前原有料道路）                                      | 24.6           |                        | 西区   |
| 115         | 石丸入口/福重出口 |                                                                            | 25.0           | 千鳥橋方面出入口       | 西区   |
| 114         | 姪浜出入口        |                                                                            | 26.9           | 千鳥橋方面出入口       | 西区   |
| 113         | 愛宕出入口        |                                                                            | 28.1           | 千鳥橋方面出入口       | 西区   |
| 112/111     | 百道出入口        |                                                                            | 29.9           |                        | 早良区 |
| 110         | 西公園出入口      |                                                                            | 31.6           | 千鳥橋方面出入口       | 中央区 |
| 109         | 天神北出入口      |                                                                            | 33.3           |                        | 中央区 |
| 108         | 築港出入口        |                                                                            | 34.3           | 千鳥橋方面出入口       | 博多区 |
| -           | 千鳥橋JCT         | （1）香椎線                                                                | 34.9           |                        | 博多区 |

## 施設
- 荒津大橋
- 井尻地区のアンダーパス
- 福大トンネル

## 歴史
- 1983年（昭和58年）10月6日 : 福岡高速道路の2次供用区間として1号線東浜出入口 - 築港出入口供用開始[5]。
- 1986年（昭和61年）4月23日 : 3次供用区間として2号線千鳥橋JCT - 呉服町出入口供用開始[5]（1号線東浜方面 - 2号線のみ開通[6]）。
  - この区間の建設により博多区千代地区に高架橋を設置することについて、博多祇園山笠千代流から「山笠の上を人や車が通る」との意見があったため、石堂大橋、千代3丁目、西門橋各交差点付近の高架橋の裏に「雲」の文字が表記された板を取り付けた[7]。
- 1987年（昭和62年）11月6日 : 4次供用区間として1号線築港出入口 - 天神北出入口供用開始[5]。
- 1988年（昭和63年）10月31日 : 5次供用区間として1号線天神北出入口 - 西公園出入口および千鳥橋JCT渡り線（1号線西公園方面-2号線呉服橋方面）供用開始[6][5]。
- 1989年（昭和64年/平成元年）3月4日 : 6次供用区間の一部として1号線西公園出入口 - 百道出入口・2号線呉服町出入口 - 榎田出入口供用開始[6][5]。
- 1994年（平成6年）4月4日 : 8次供用区間として2号線榎田出入口 - 月隈出入口供用開始[6][5]。
- 1999年（平成11年）3月27日 : 9次供用区間の一部として2号線月隈出入口 - 月隈JCT供用開始[6][5]。
- 2001年（平成13年）10月13日 : 11次供用区間として1号線百道出入口 - 福重JCT供用開始、西九州自動車道との連絡路も同時開通[6][5]。
- 2003年（平成15年）5月1日 : 13次供用区間として5号線月隈JCT - 板付出入口間供用開始[6][5]。
- 2004年（平成16年）6月27日 : 14次供用区間として5号線板付出入口 - 野多目出入口 (2. 9km) 間供用開始[6][5][8]。
- 2006年（平成18年）3月26日 : 15次供用区間として5号線野多目出入口 - 堤出入口 (4.4 km) 間供用開始[6][5][9]。
- 2008年（平成20年）4月19日 : 16次供用区間として5号線堤出入口 - 野芥出入口 (3.1 km) 間供用開始[6][5][10]。
- 2011年（平成23年）2月26日 : 17次供用区間として野芥出入口 - 福重出入口 (4.1 km)・福重JCT間供用開始[6][5]。西九州自動車道との連絡路も同時開通[11]。
- 2012年（平成24年）7月21日 : 18次供用区間として福重JCT渡り線（1号線-5号線直結線） (0.9 km) 供用開始[6][5][3]。環状線としての全線供用が開始され、1号線千鳥橋JCT - 福重JCT・2号線千鳥橋JCT - 月隈JCT・5号線月隈JCT - 福重JCTに「環状線」（C）の通称名が付与される。

## 車線・最高速度
| 区間                | 車線 上下線=上り線+下り線 | 最高速度 |
| ------------------- | ------------------------- | -------- |
| 千鳥橋JCT - 月隈JCT | 4=2+2                     | 60 km/h  |
| 月隈JCT - 福重JCT   | 4=2+2                     | 80 km/h  |
| 福重JCT - 千鳥橋JCT | 4=2+2                     | 60 km/h  |

## 交通量
24時間交通量（台）　道路交通センサス
| 区間                                    | 平成17（2005）年度 | 平成22（2010）年度 | 平成27（2015）年度 |
| --------------------------------------- | ------------------ | ------------------ | ------------------ |
| 千鳥橋JCT - 呉服町出入口                | 81,746             | 76,926             | 75,870             |
| 呉服町出入口 - 千代出入口               | 81,746             | 76,926             | 61,957             |
| 千代出入口 - 博多駅東出入口             | 81,746             | 76,926             | 73,365             |
| 博多駅東出入口 - 豊JCT                  | 81,746             | 76,926             | 61,941             |
| 豊JCT - 榎田出入口                      | 69,254             | 68,107             | 57,767             |
| 榎田出入口 - 半道橋出入口               | 69,254             | 68,107             | 52,937             |
| 半道橋出入口 - 月隈出入口               | 69,254             | 68,107             | 66,604             |
| 月隈出入口 - 月隈JCT                    | 69,254             | 68,107             | 48,014             |
| 月隈JCT - 西月隈出入口                  | 16,488             | 30,392             | 20,015             |
| 西月隈出入口 - 板付出入口               | 16,488             | 30,392             | 35,684             |
| 板付出入口 - 野多目出入口（東）         | 16,488             | 30,392             | 33,013             |
| 野多目出入口（東） - 野多目出入口（西） | 調査当時未開通     | 30,392             | 26,881             |
| 野多目出入口（西） - 堤出入口（東）     | 調査当時未開通     | 15,950             | 26,881             |
| 堤出入口 （東）- 堤出入口（西）         | 調査当時未開通     | 15,950             | 26,881             |
| 堤出入口（西） - 野芥出入口（東）       | 調査当時未開通     | 15,950             | 20,285             |
| 野芥出入口（東） - 野芥出入口（西）     | 調査当時未開通     | 15,950             | 20,285             |
| 野芥出入口（西） - 福重出入口（南）     | 調査当時未開通     | 調査当時未開通     | 17,810             |
| 福重出入口（南） - 福重JCT              | 調査当時未開通     | 調査当時未開通     | 4,497              |
| 福重JCT - 石丸入口/福重出口（北）       | 36,927             | 32,628             | 28,212             |
| 石丸入口/福重出口（北） - 姪浜出入口    | 36,927             | 32,628             | 32,619             |
| 姪浜出入口 - 愛宕出入口                 | 36,927             | 32,628             | 37,342             |
| 愛宕出入口 - 百道出入口（西）           | 36,927             | 32,628             | 37,342             |
| 百道出入口（西） - 百道出入口（東）     | 36,927             | 32,628             | 37,342             |
| 百道出入口（東） - 西公園出入口         | 55,372             | 49,984             | 47,257             |
| 西公園出入口 - 天神北出入口             | 55,372             | 49,984             | 55,404             |
| 天神北出入口 - 築港出入口               | 74,726             | 74,343             | 68,391             |
| 築港出入口 - 千鳥橋JCT                  | 74,726             | 74,343             | 68,817             |

（出典：「平成22年度道路交通センサス」・「平成27年度全国道路・街路交通情勢調査」（国土交通省ホームページ）より一部データを抜粋して作成）
- 令和2年度に実施予定だった交通量調査は、新型コロナウイルスの影響で延期された[12]。

## ギャラリー

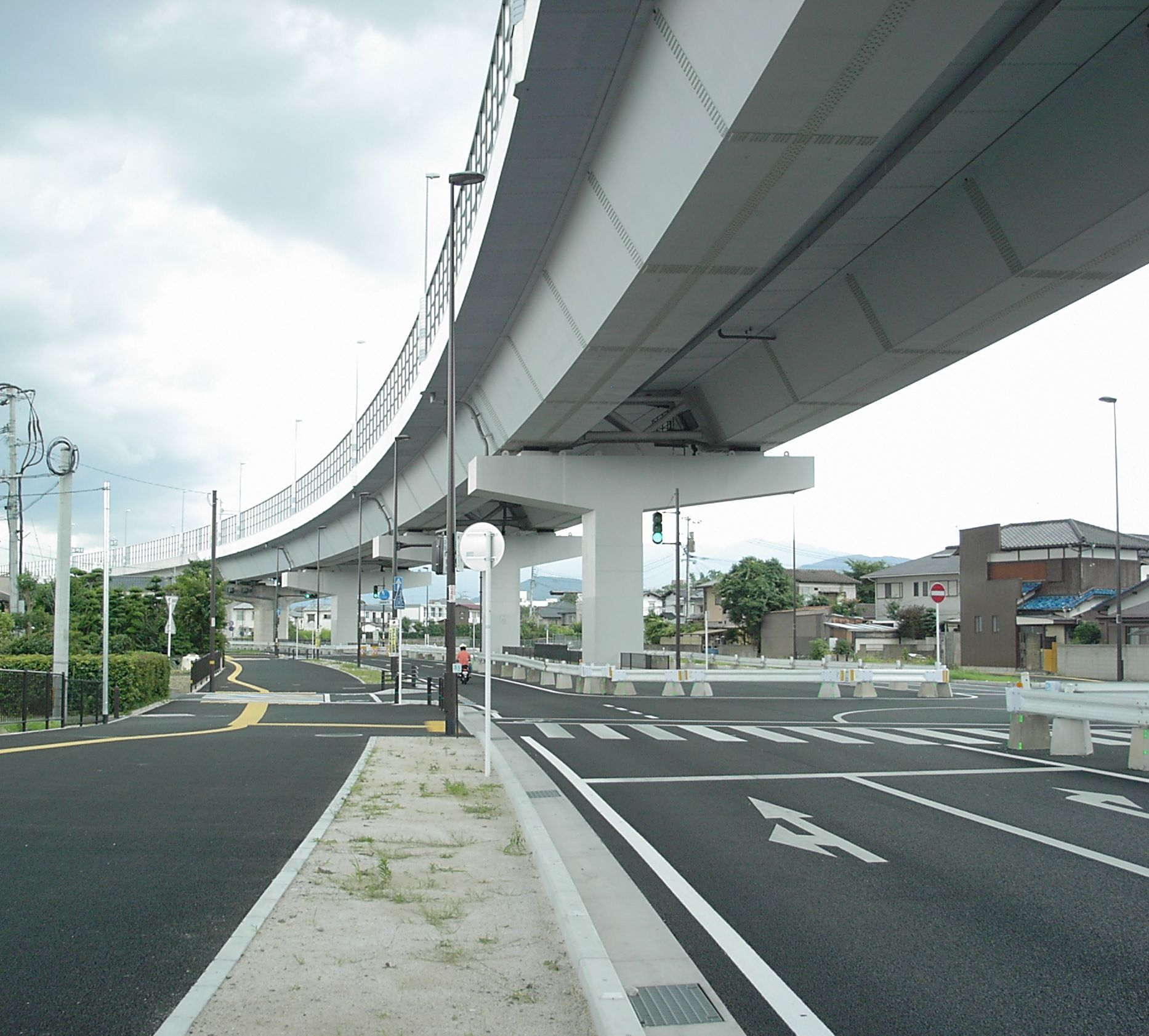
福岡市南区曰佐（おさ）付近にて撮影 地上部は福岡外環状道路
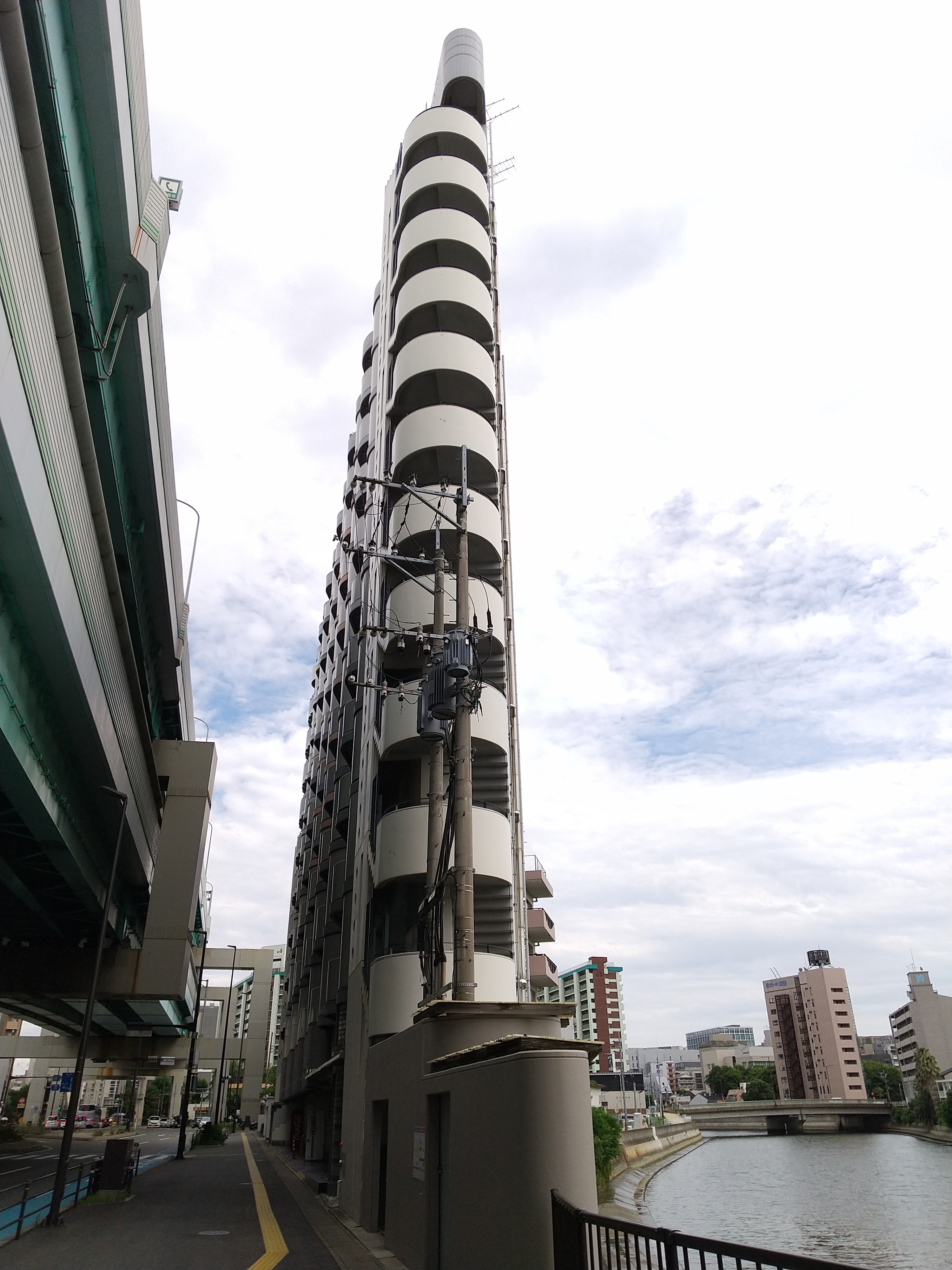
千代附近（左下：国道3号、右：御笠川）
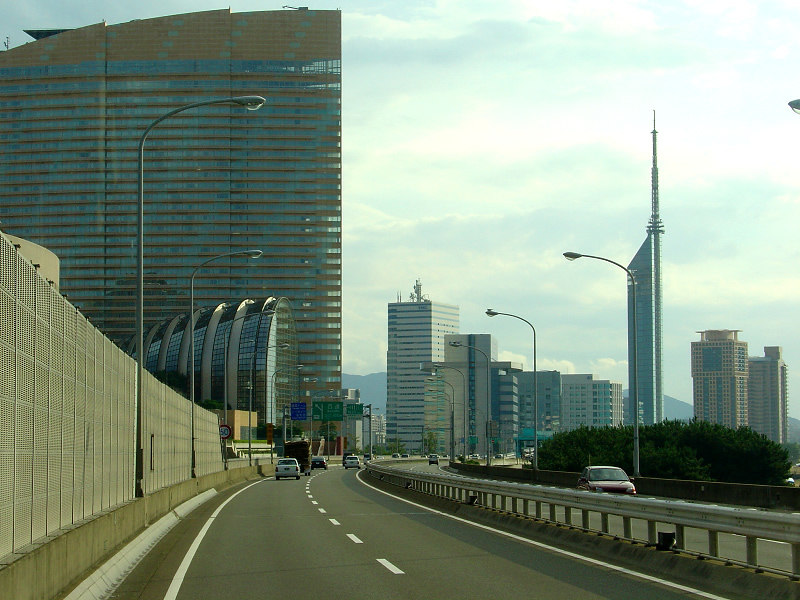
西公園出入口-百道出入口
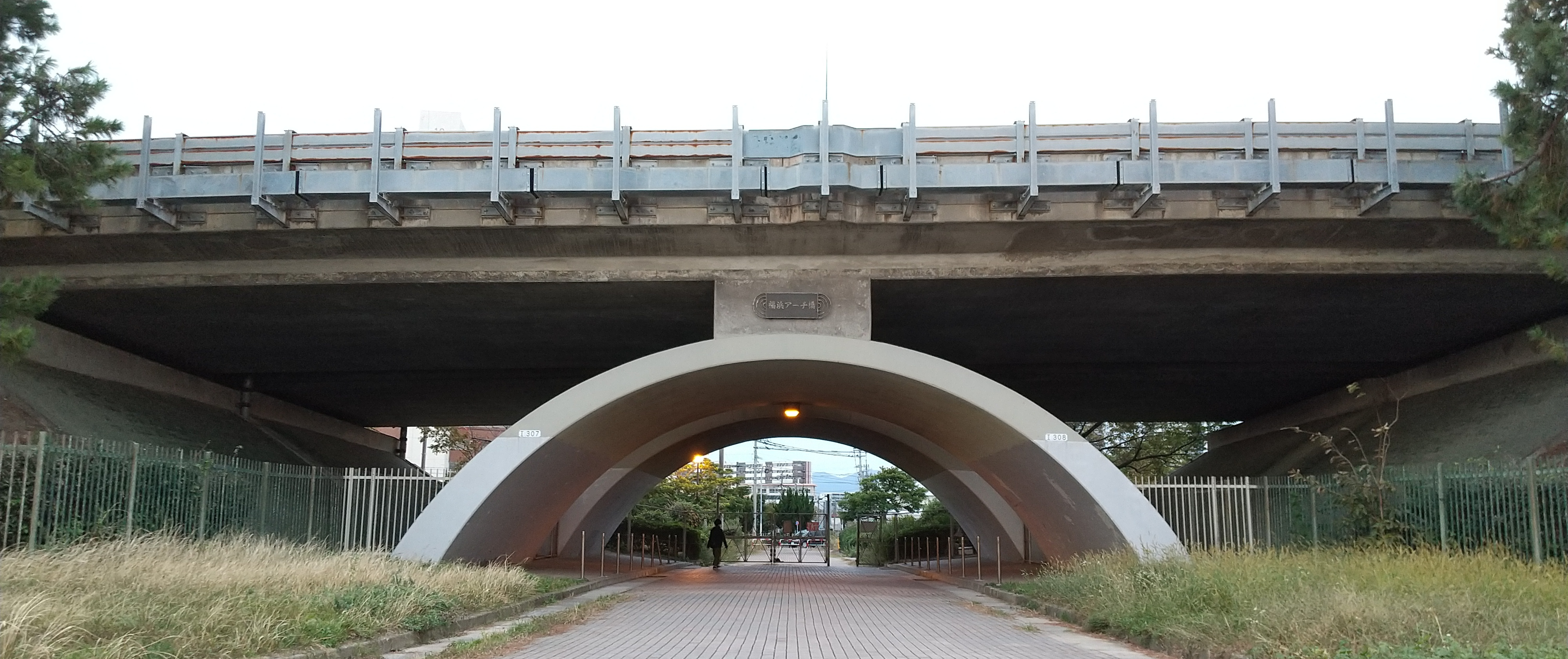
福浜アーチ橋、福浜海岸附近（西公園出入口-百道出入口）
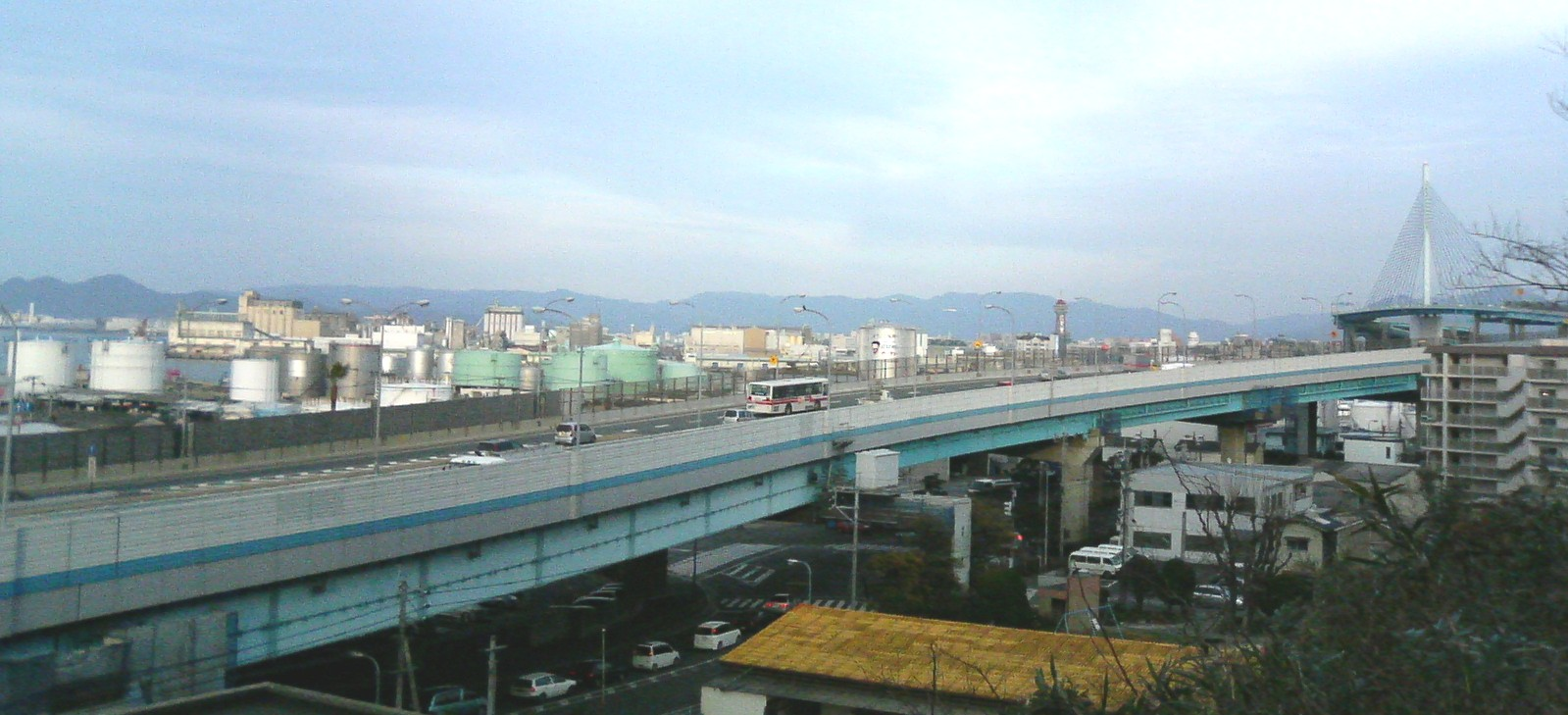
天神北出入口-西公園出入口 右手に荒津大橋が見える
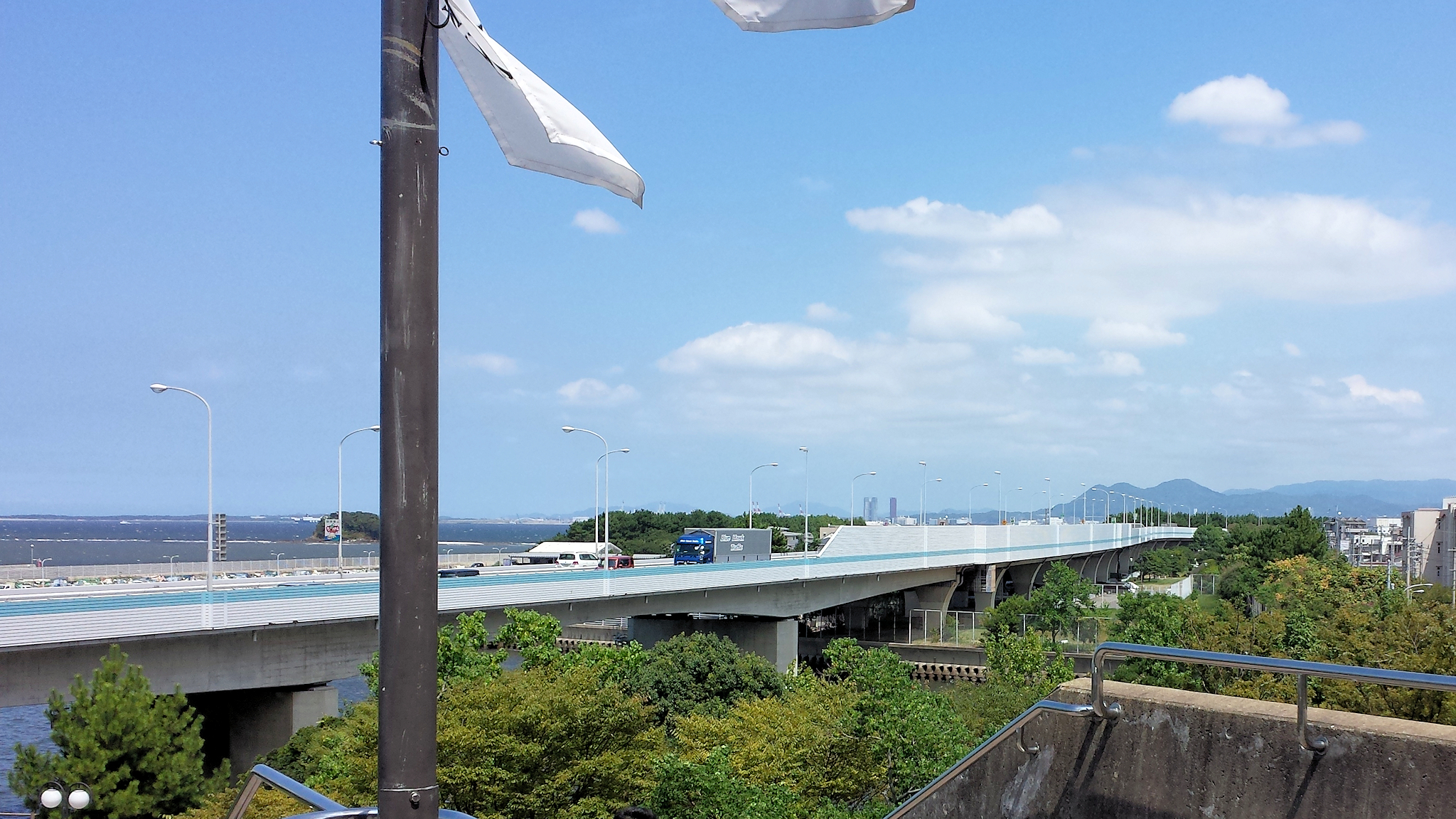
ヤフオク!ドームから撮影した環状線。博多港を望む
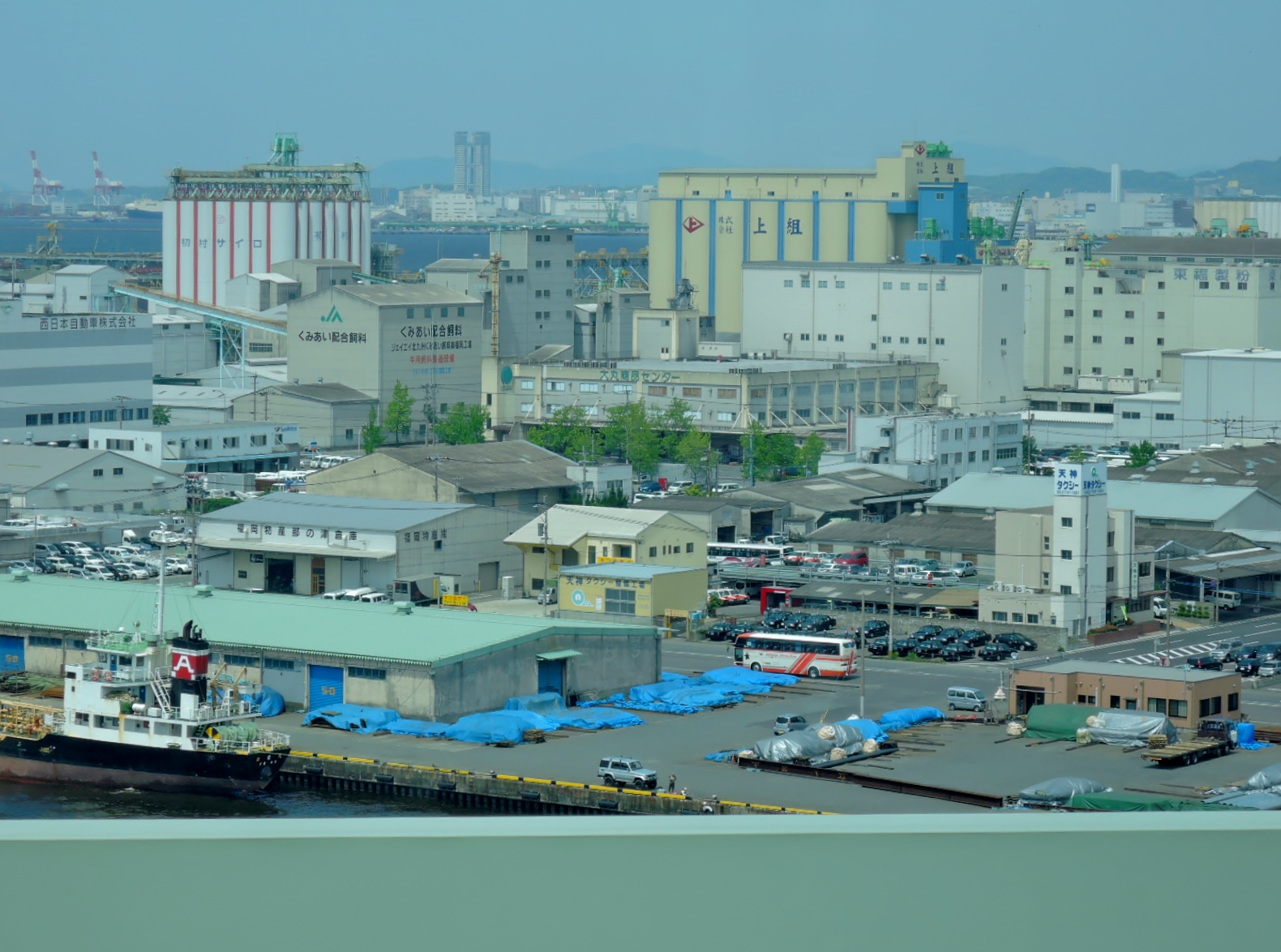
天神北出入口付近 眼下に博多湾、那の津方面を望む
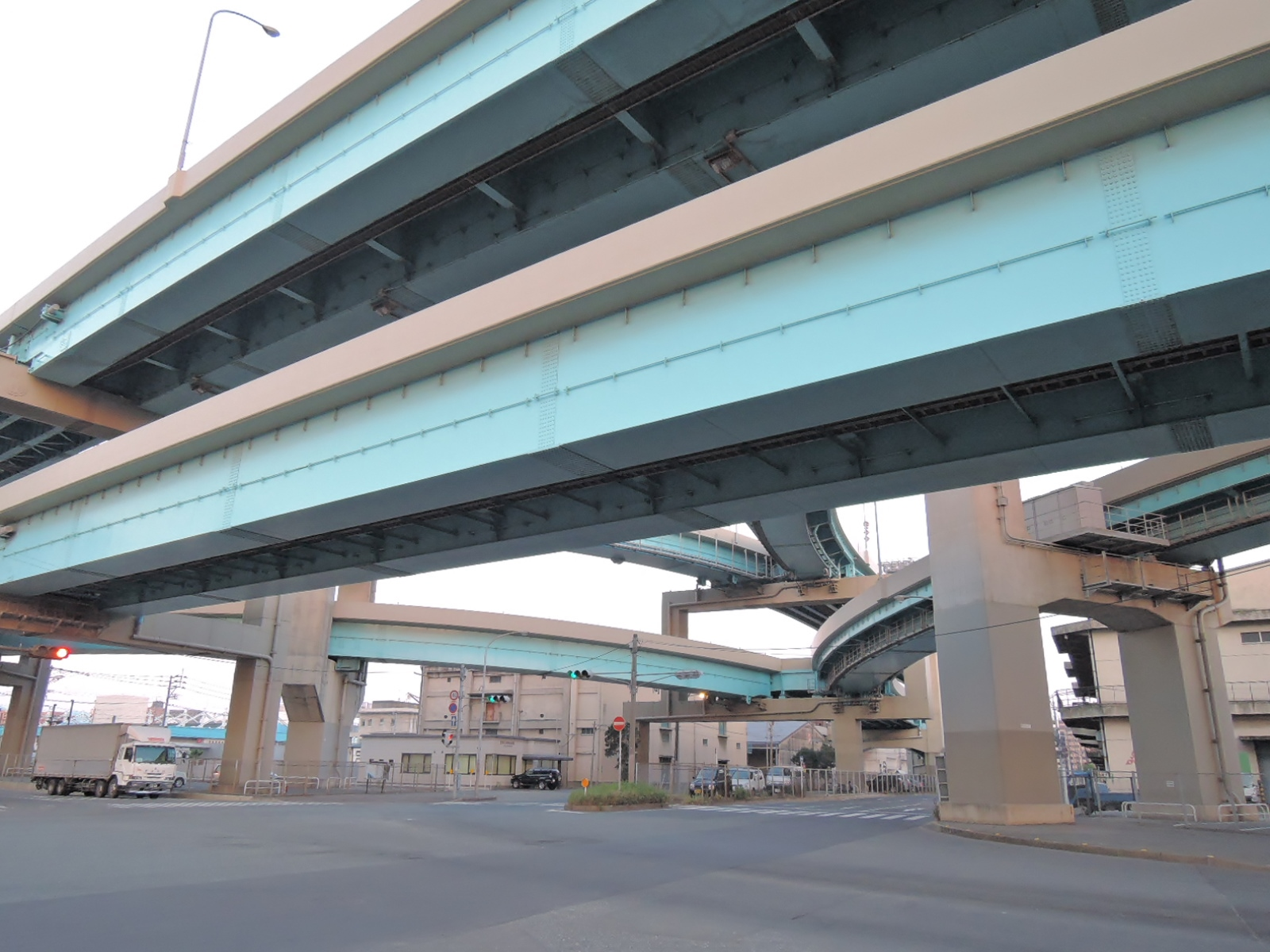
福岡高速環状線の天神北出入口へ分岐する道路を、博多港側から天神方向へ向かって撮影
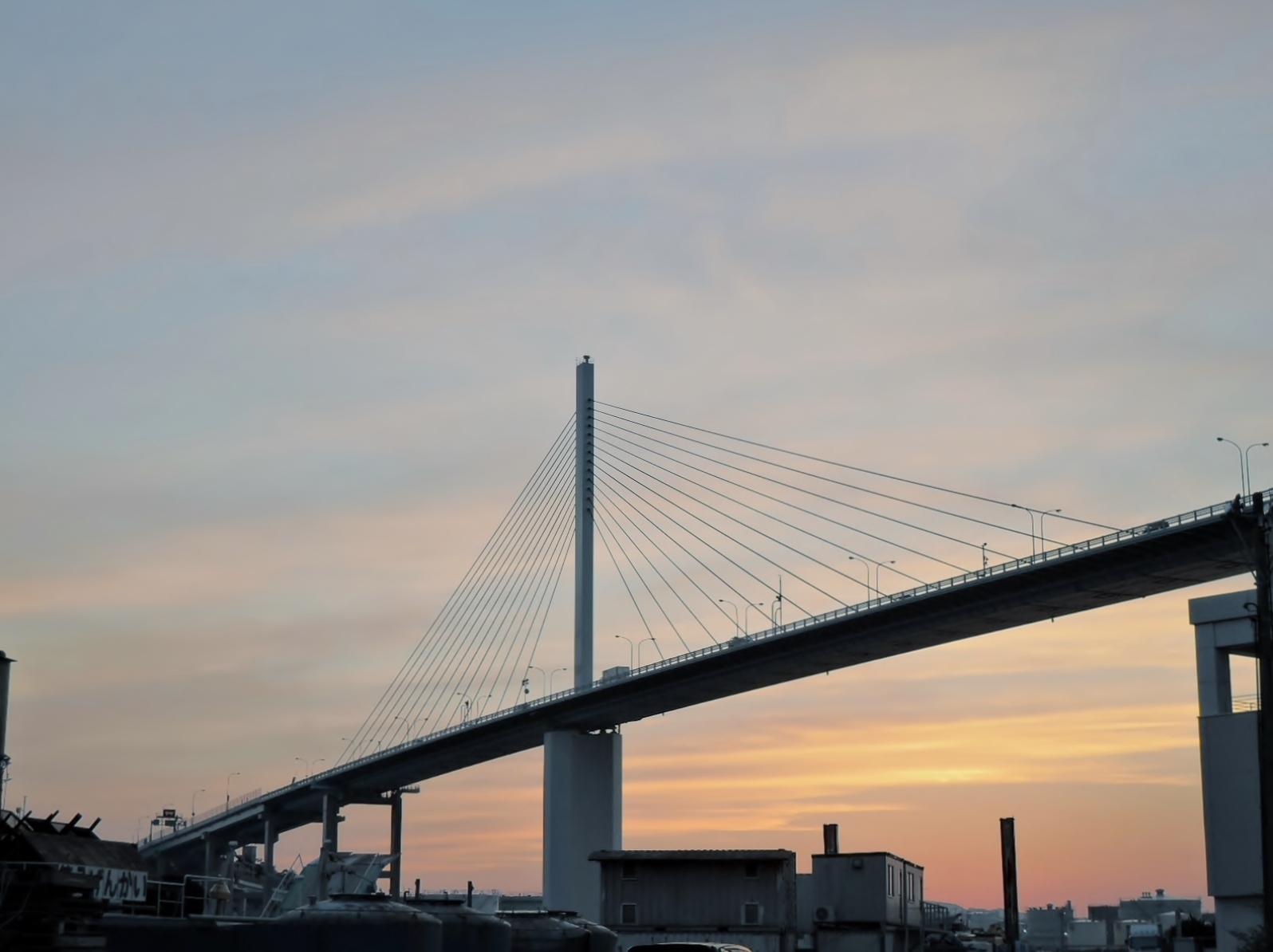
荒津大橋

### 注記
1. ↑  阪神高速1号環状線（大阪市）および、名古屋高速都心環状線（名古屋市）は、いずれも時計回り（右回り）の一方通行である。第1種道路では、2010年3月29日に仙台都市圏環状自動車専用道路（仙台市ほか）が開通している。

## 参考資料
- 福岡北九州高速道路公社『ふくきたネットワーク』（PDF）（レポート）2012年7月。2013年6月5日閲覧。
- 福岡北九州高速道路公社40年史編集委員会, ed (2012-12) (PDF). 福岡北九州高速道路公社40年史 2013年6月5日閲覧。